# دوم (نبات)
الدَّوْم أو شجرة المُقْل (الاسم العلمي: Hyphaene) هو جنس نباتي يتبع فصيلة الفوفلية من رتبة الفوفليات.

## مراجع

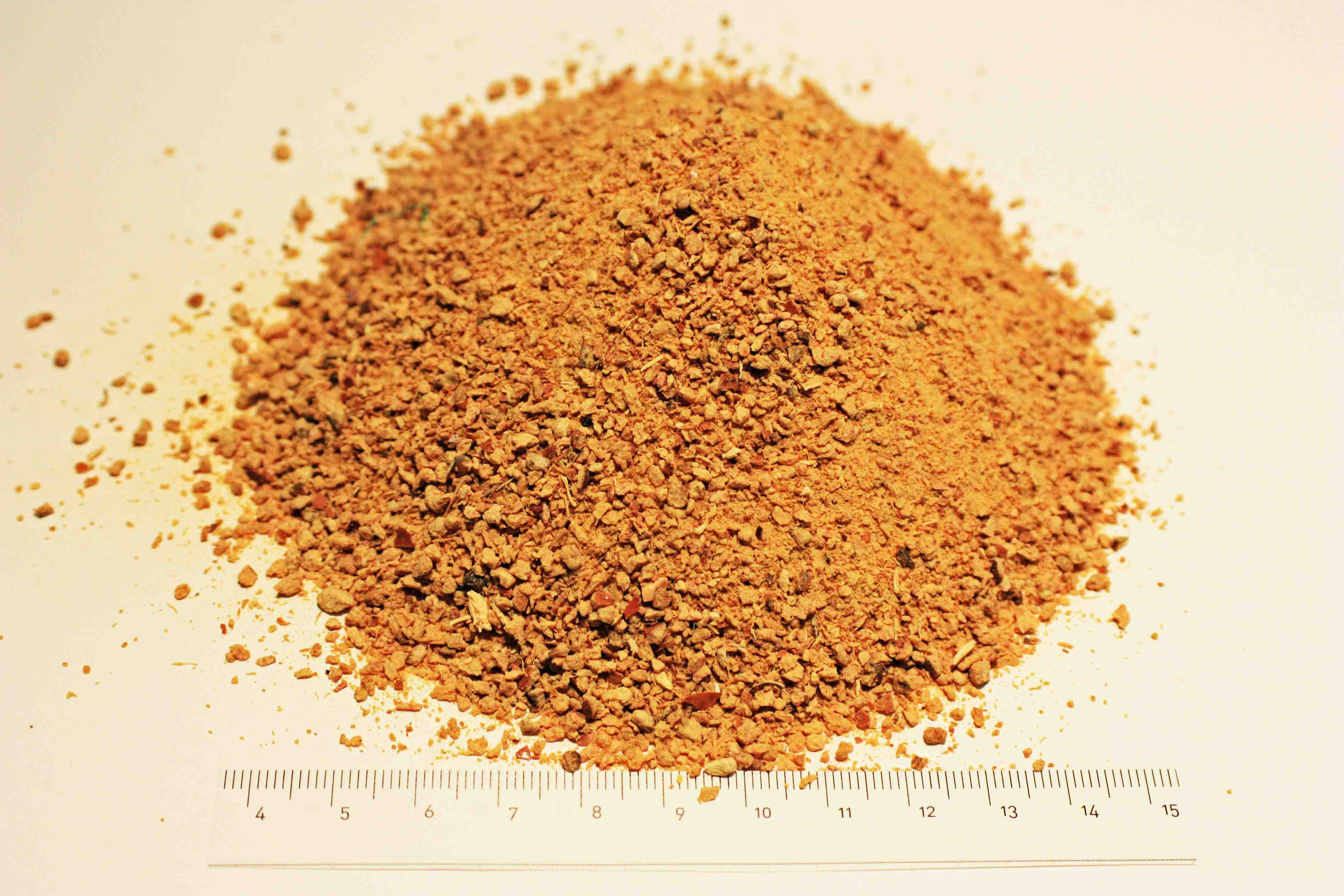
شاي الدوم

## أنواع الدوم

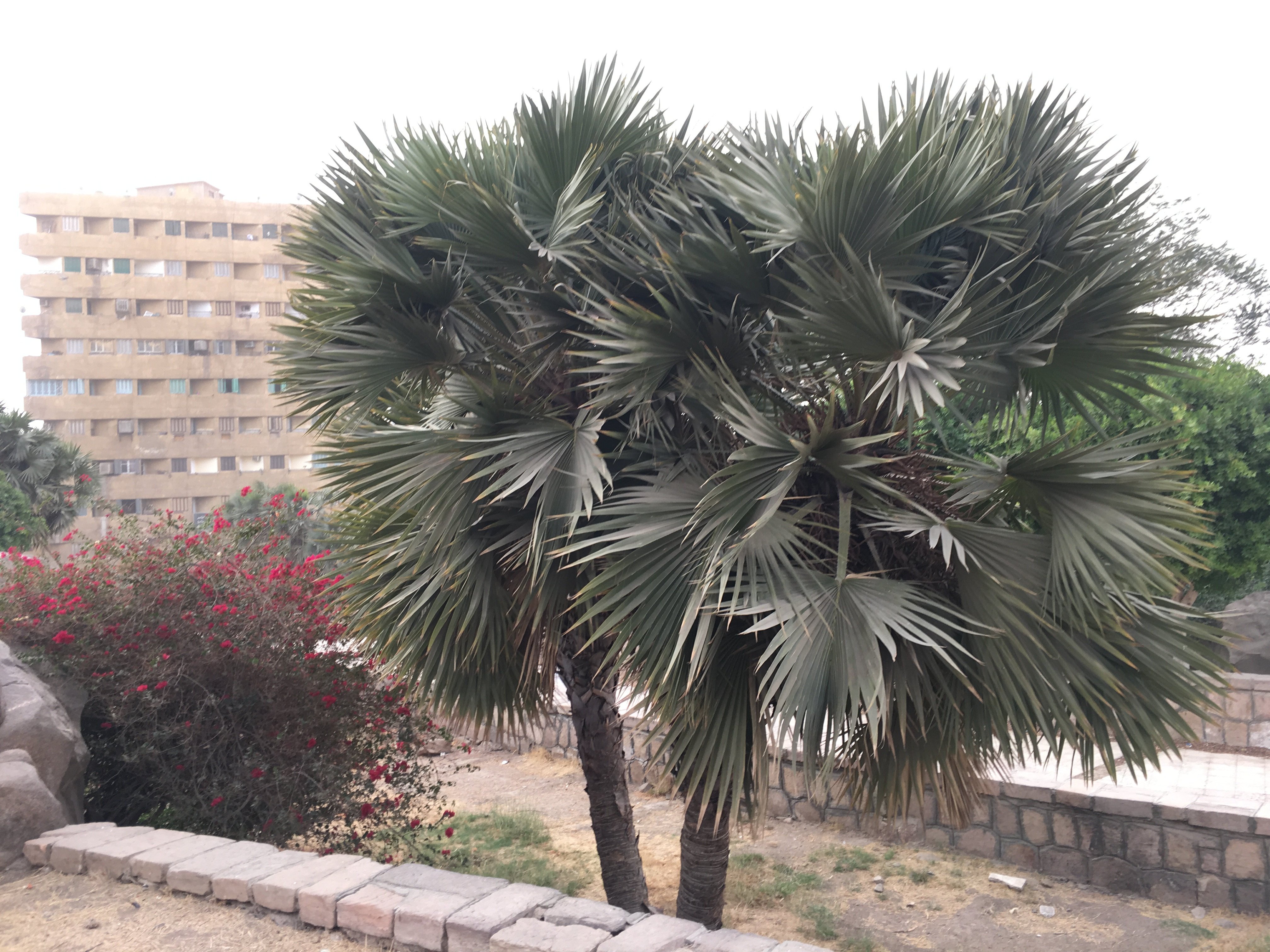
اوراق شجرة الدوم

- دوم طيبة (الاسم العلمي: Hyphaene thebaica) وهو أشهر هذه الأنواع
- دوم مضغوط (الاسم العلمي: Hyphaene compressa)
- دوم خشن (الاسم العلمي: Hyphaene coriacea)
- دوم ثناثي التفرع (الاسم العلمي: Hyphaene dichotoma)
- دوم غيني (الاسم العلمي: Hyphaene guineensis)
- دوم كبير البذور (الاسم العلمي: Hyphaene macrosperma)
- دوم بيترسياني (الاسم العلمي: Hyphaene petersiana)
- دوم زاحف (الاسم العلمي: Hyphaene reptans)
- دوم بنفسجي (الاسم العلمي: Hyphaene violascens)
- دوم (الاسم العلمي: Hyphaene cuciphera)